# Stebnyj
Stebnyj, ukrajinsky Стебний, maďarsky Dombhát, je osada obce Jasiňa, v Jasiňské územní komunitě (hromadě), v Rachovském okresu Zakarpatské oblasti Ukrajiny. V roce 2025 zde žilo 807 obyvatel.

## Historie
První písemná zmínka o této vsi pochází z roku 1725, kdy ves byla uvedena jako Sztebnik. Další názvy byly: 1828 – Sztebnyi, 1851 – Sztebnyi, 1863 – Stebna, Stepna Bach, 1892 – Sztebna, 1898 – Sztebnya, 1907 та 1918 – Dombhát, 1944 – Dombhát, Стебна, 1983 – Стебний.